# Tuc d’Audoubert
Tuc d’Audoubert – jaskinia krasowa znajdująca się we francuskim departamencie Ariège, zawierająca zabytki sztuki prehistorycznej.
Jaskinia jest częścią większego kompleksu powstałego poprzez wypłukanie skał przez wody rzeki Volp, połączona jest bezpośrednio z jaskiniami Trois Frères i Enlène. Jest najgłębiej położoną z całego kompleksu, dostęp do niej możliwy jest tylko po przepłynięciu podziemnej rzeki. Odkryta w 1912 roku przez hrabiego Henriego Bégouën i jego trzech synów. Zamieszkana była przez ludność kultury magdaleńskiej. Datowanie radiowęglowe znalezisk pozwoliło ustalić ich chronologię na około 14000 lat p.n.e.
Dolna galeria jaskini pełniła funkcję obozowiska, natrafiono tam na liczne przedmioty kamienne i wyroby z kości. W górnej galerii odnaleziono ryty żubrów, koni i reniferów, a także wykonaną w glinie płaskorzeźbę przedstawiającą dwa żubry, należącą do najsłynniejszych zabytków sztuki paleolitycznej. Przejście łączące obydwie galerie ozdobiono rytami i rysunkami wykonanymi palcem w miękkiej glinie, przedstawiającymi konie, żubry, znaki geometryczne i wizerunki żeńskich narządów płciowych. Ponieważ w jaskini od późnego plejstocenu nie zachodził proces sedymentacji, w podłożu zachowały się unikatowe odciski stóp ludzkich.